# Bachue

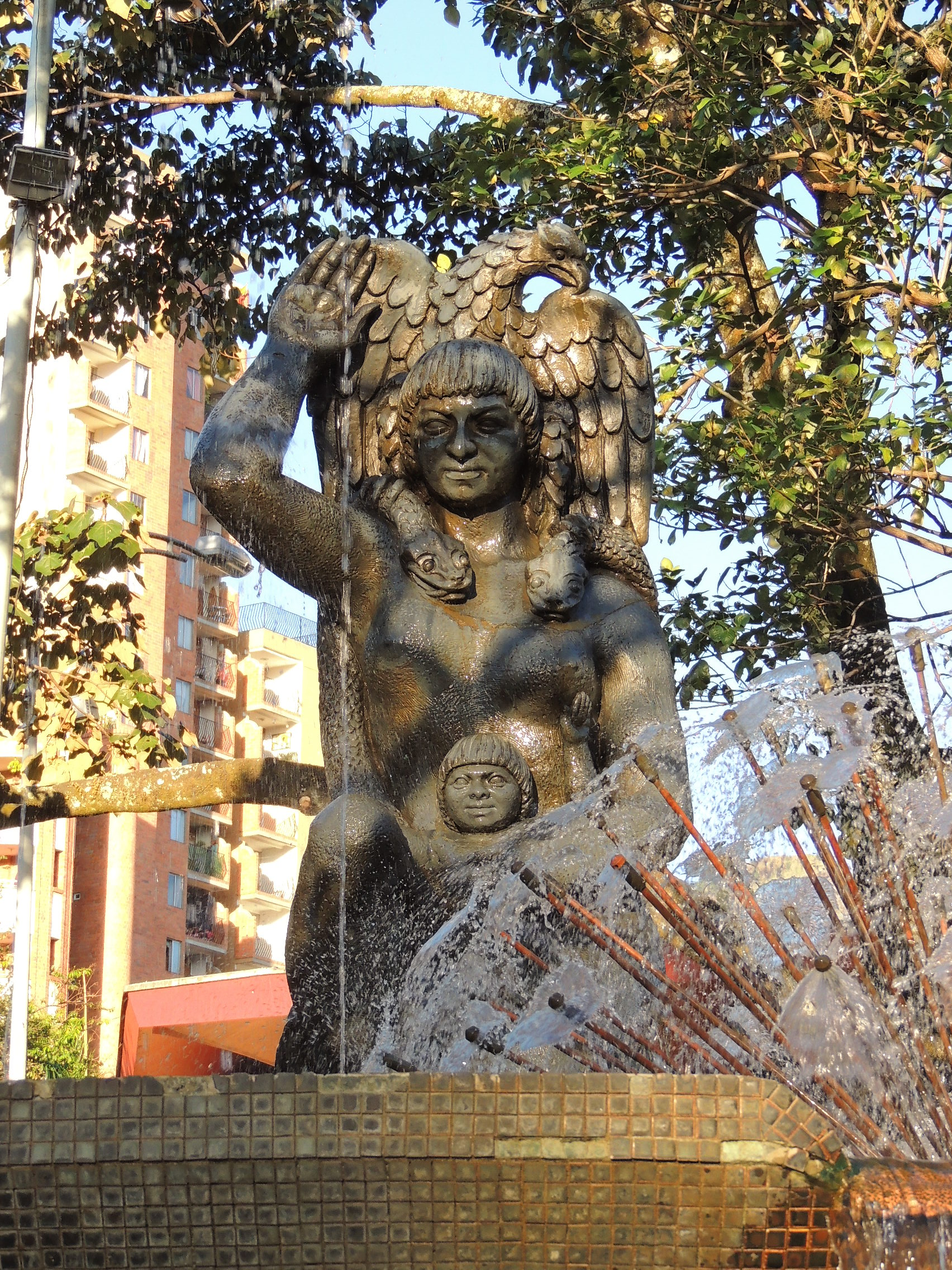
Monument till Bachué av José Horacio Betancur i staden Medellín (Colombia)

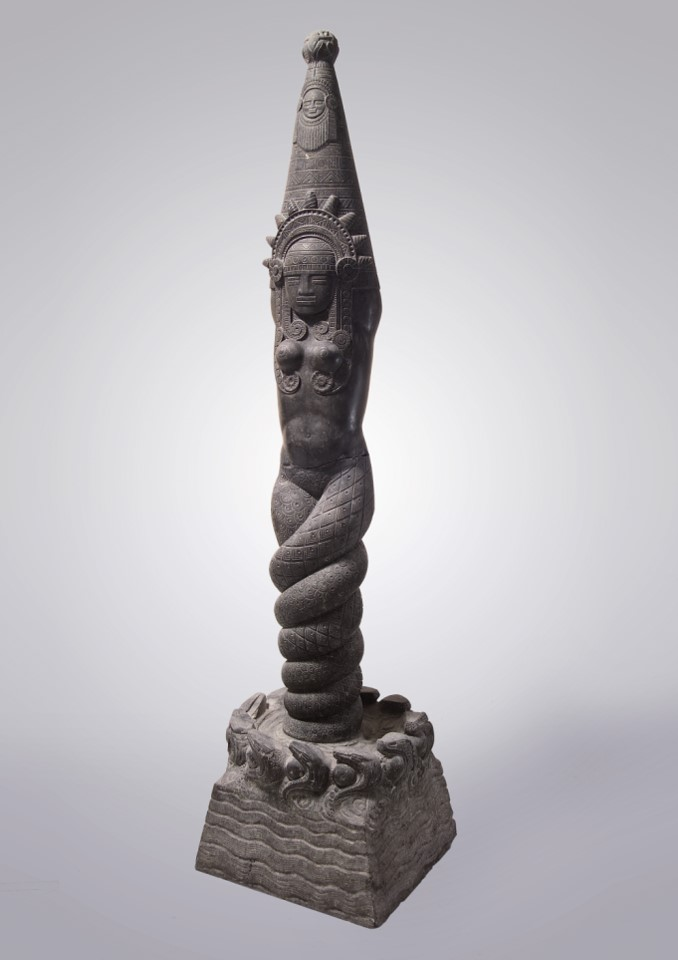
Bachué

Bachué var en modergudinna Muiscas mytologi i Colombia, som enligt legenden gav upphov till människosläktet. 
Hon uppstod ur Lake Iguaques vatten med en pojke i sina armar, som växte upp till hennes man och sedan avlade barn med henne för varje plats de besökte. Paret blev mänsklighetens föräldrar, och vände sedan tillbaka till vattnet i form av ormar. Hon dyrkades som en av huvudgudarna i Colombia före den spanska erövringen. 
Hennes huvudtempel låg i det område som nu upptas av staden San Pedro de Iguaque.